# Ferrari Dino 246 S

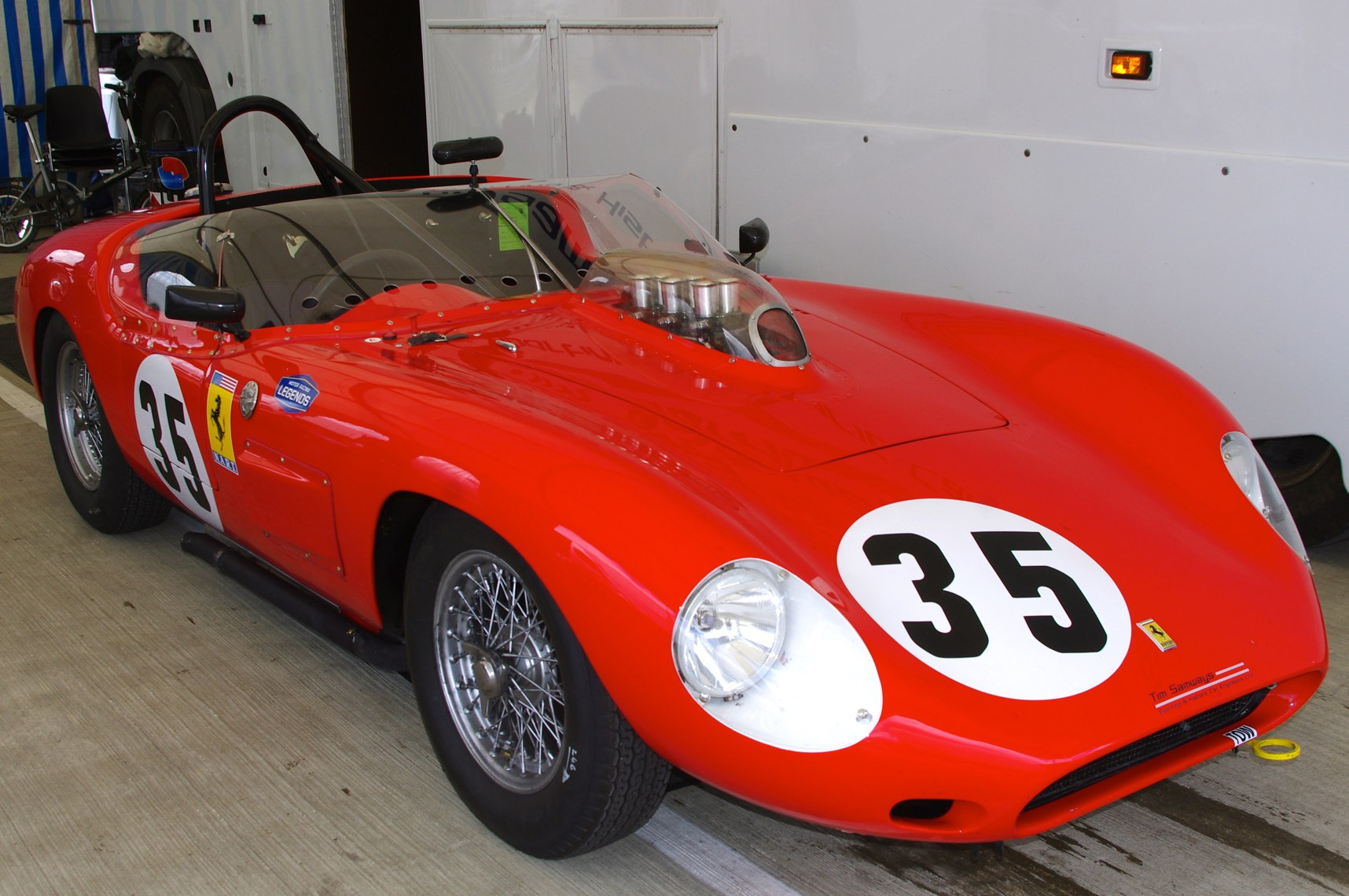
1960 Ferrari 246 S „High Tail“ s/n 0784

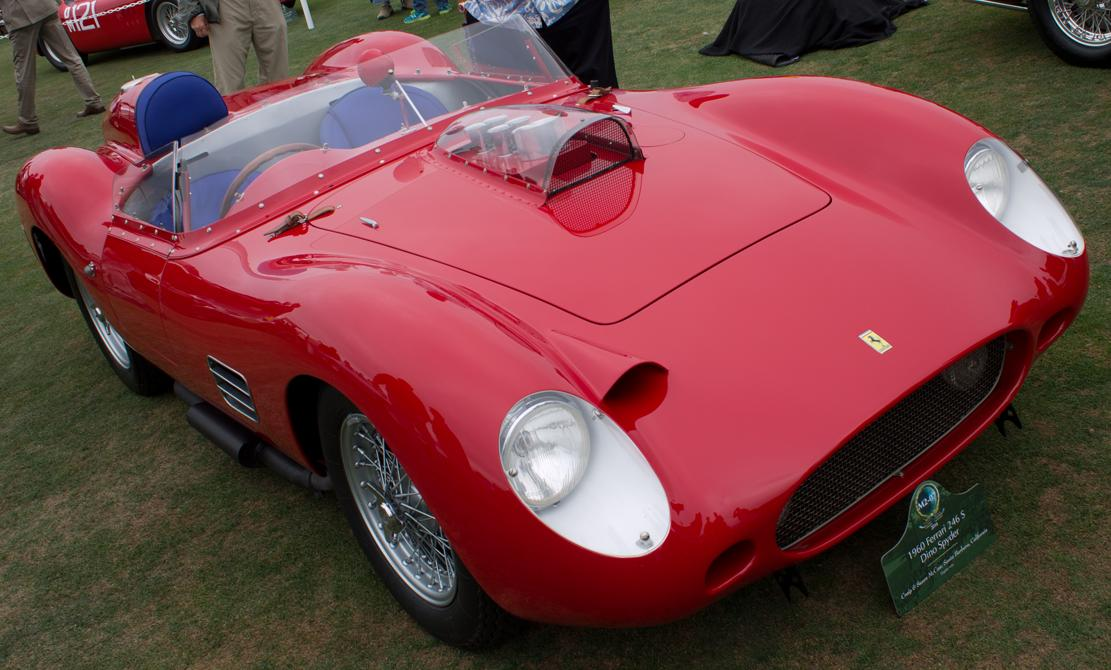
1960 Ferrari 246 S Dino Spyder s/n 0778

Der Ferrari Dino 246 S war ein Rennwagen der Scuderia Ferrari. Zwei dieser Wagen wurden 1960 gebaut: Chassis Nr. s/n 0778 und das später als „High-Tail-Spyder“ bezeichnete Chassis Nr. s/n 0784. Sein Debüt hatte der 246 S beim 1000-km-Rennen von Buenos Aires im Januar 1960.

## Geschichte
Die Linienführung der Karosserie dieses Modells ist aus dem Design des Vorgängers Dino 196 S weiterentwickelt, das seinerseits auf dem 250 Testa Rossa basierte. Das Modell hat auch den Motortyp des Dino 196 S, den sogenannten „Dino-V6“, der nach dem verstorbenen Initiator des Projekts, Alfredo „Dino“ Ferrari, dem Sohn von Enzo Ferraris, zu dessen Andenken benannt wurde. Intern wurde der Motor als Tipo 246 bezeichnet. Diese Motoren waren, wie viele andere ihrer Zeit, ursprünglich für den Einbau in Formel-1- und Formel-2-Fahrzeuge konzipiert worden. Anschließend wurden diese Ferrari-Motoren in Autos eingesetzt, die an Rennen der Sportwagen-Weltmeisterschaft teilnahmen. Im Modellnamen wurden der verwendete Motortyp „Dino“ und seine Eigenschaften miteinander verknüpft: Der numerische Code bezog sich mit den ersten beiden Zahlen auf den Gesamthubraum, der gerundet 2,4 Liter betrug, die letzte Ziffer stand für die Anzahl der Zylinder.
Der Ferrari Dino 246 S mit der Chassis-Nr. s/n 0784 war der letzte Dino mit Frontmotor.

## Rennhistorie
Der Dino 246 S debütierte am 31. Januar 1960 bei den 1000 km von Buenos Aires, einem Rennen, das zur Sportwagen-Weltmeisterschaft zählte. Das Lenkrad teilten sich Ludovico Scarfiotti und der zur Scuderia zurückgekehrte José Froilán González. Der eingesetzte Wagen lag bis kurz nach der Halbzeit sehr gut im Rennen, bis er mit Zündproblemen ausschied.
Der erste Erfolg war zu verzeichnen, als beide Autos am 8. Mai 1960 bei der Targa Florio auf Sizilien eingesetzt wurden: Sie belegten den zweiten und vierten Gesamtrang sowie den ersten und zweiten Platz in der Klasse Sports 3.0. Phil Hill und Wolfgang Graf Berghe von Trips fuhren das Auto, das Zweiter wurde. Ludovico Scarfiotti, Willy Mairesse und Giulio Cabianca saßen jeweils im anderen Auto.
1960 wurde der 246 S mit der Chassis-Nr. s/n 0778 (mit Scarletti/Cabianca) nach einem Boxenstopp-Brandschaden beim 1000-km-Rennen auf dem Nürburgring (bei dem auch der zweite 246 S, mit Richie Ginther und Scarfiotti, nicht ins Ziel kam) in der Scuderia Ferrari neu aufgebaut. Beide Autos setzten ihre Karriere später in den USA fort. Der von Jim Hall und George Constantine gefahrene „High Tail“ -Spider erzielte bei den 12 Stunden von Sebring 1961 den sechsten Platz in der Gesamtwertung und gewann die Sports 2.5 -Klasse. Danach wurde die sportliche Karriere des „Dino 246 S“ von privaten Fahrern fortgesetzt.

## Galerie

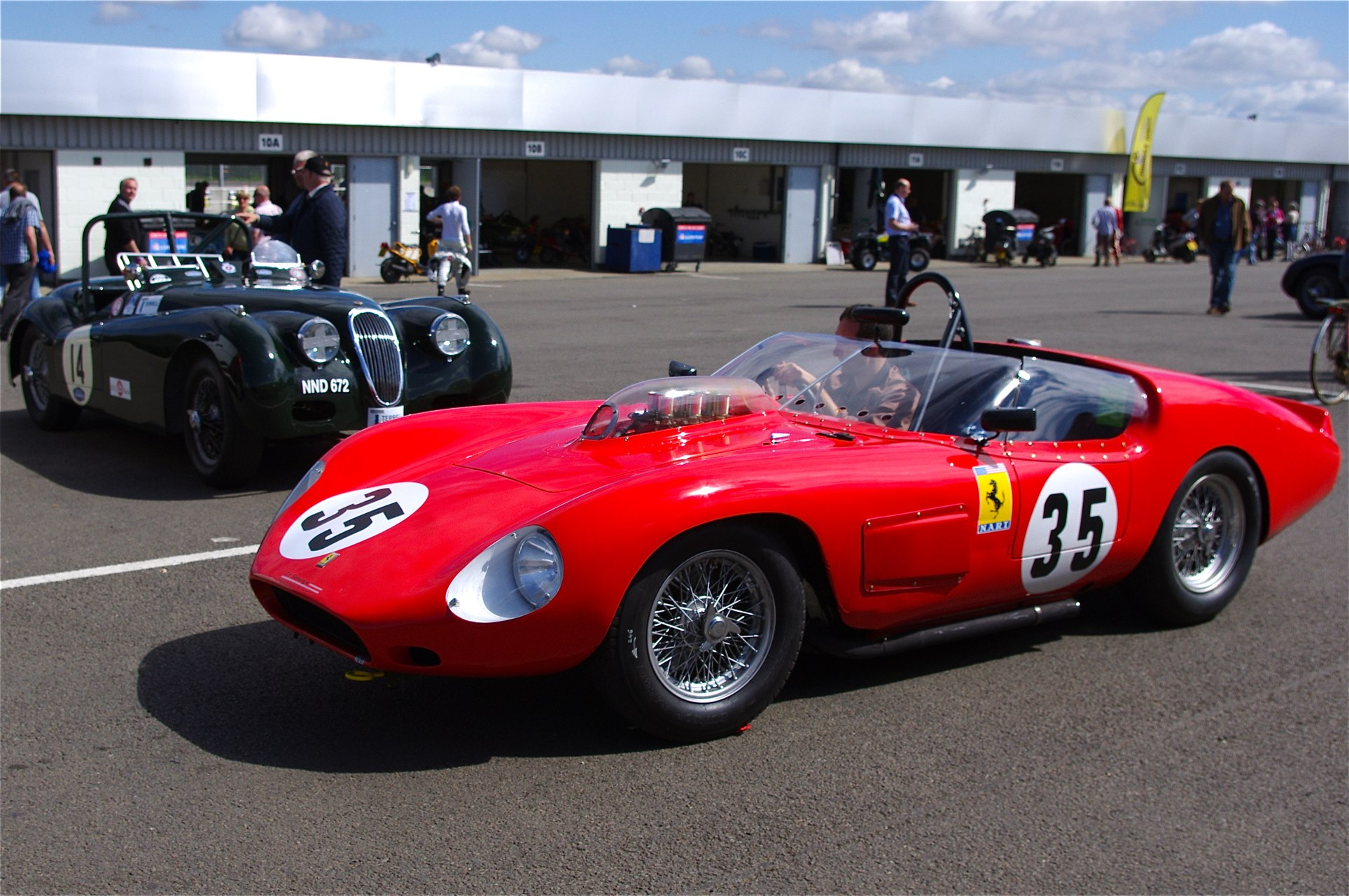
Der Dino 246 S Chassis-Nr.s/n 0784 bei den Silverstone Classic 2011
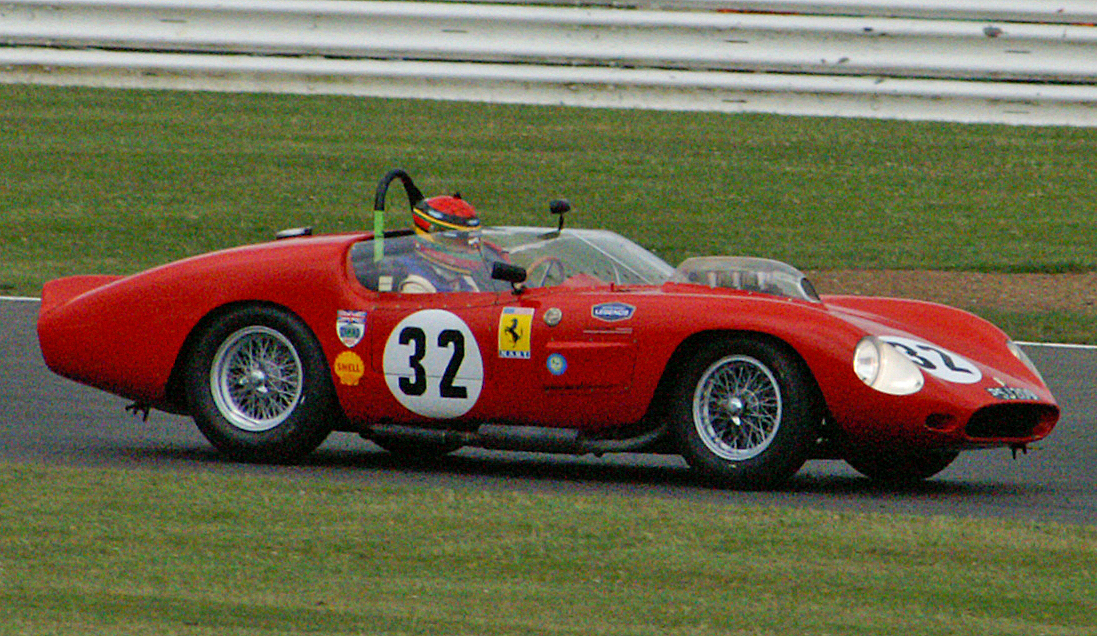
Chassis-Nr. s/n 0784 bei den Silverstone Classic 2009
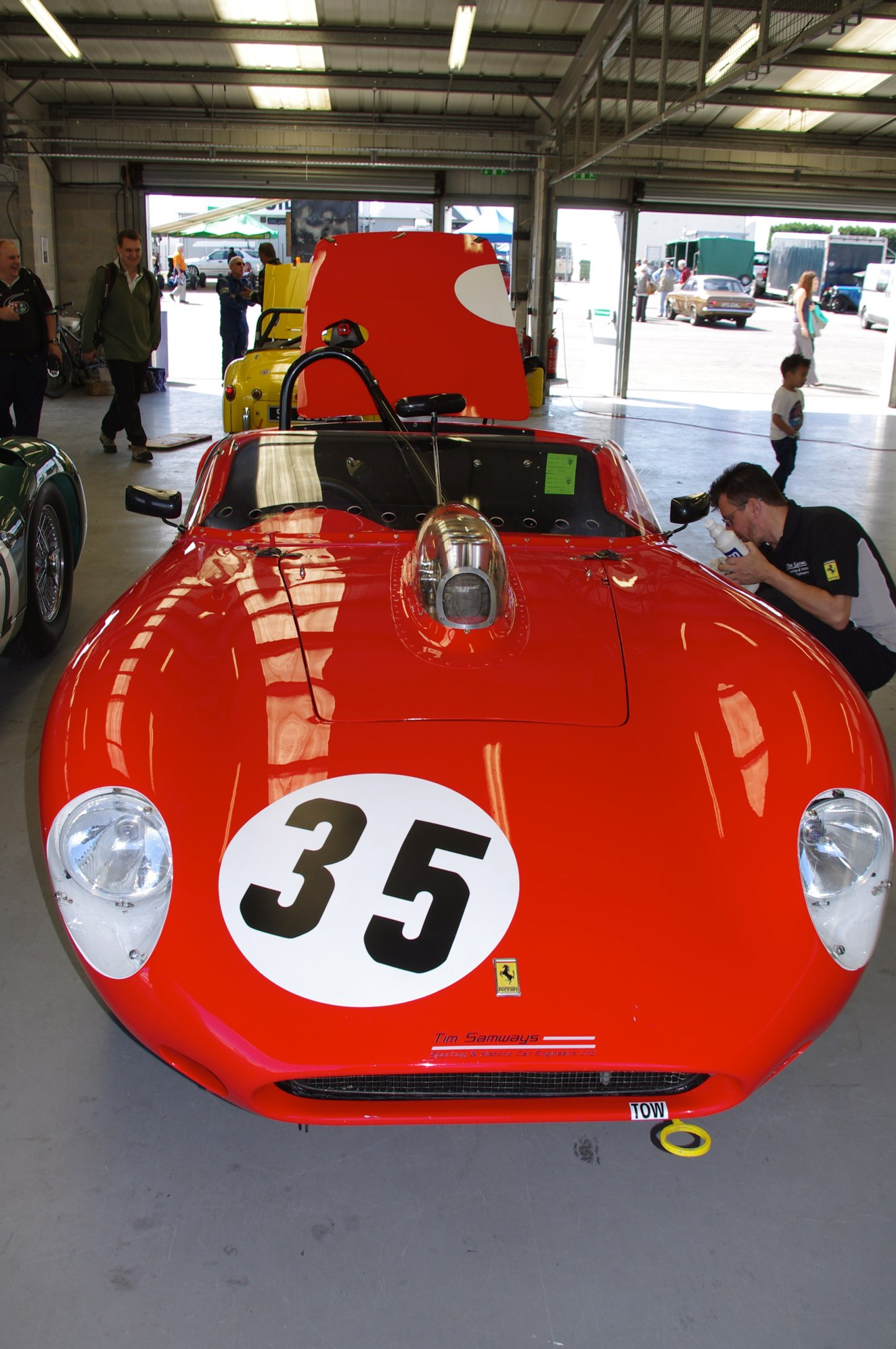
Chassis-Nr. s/n 0784 bei den Silverstone Classic 2011
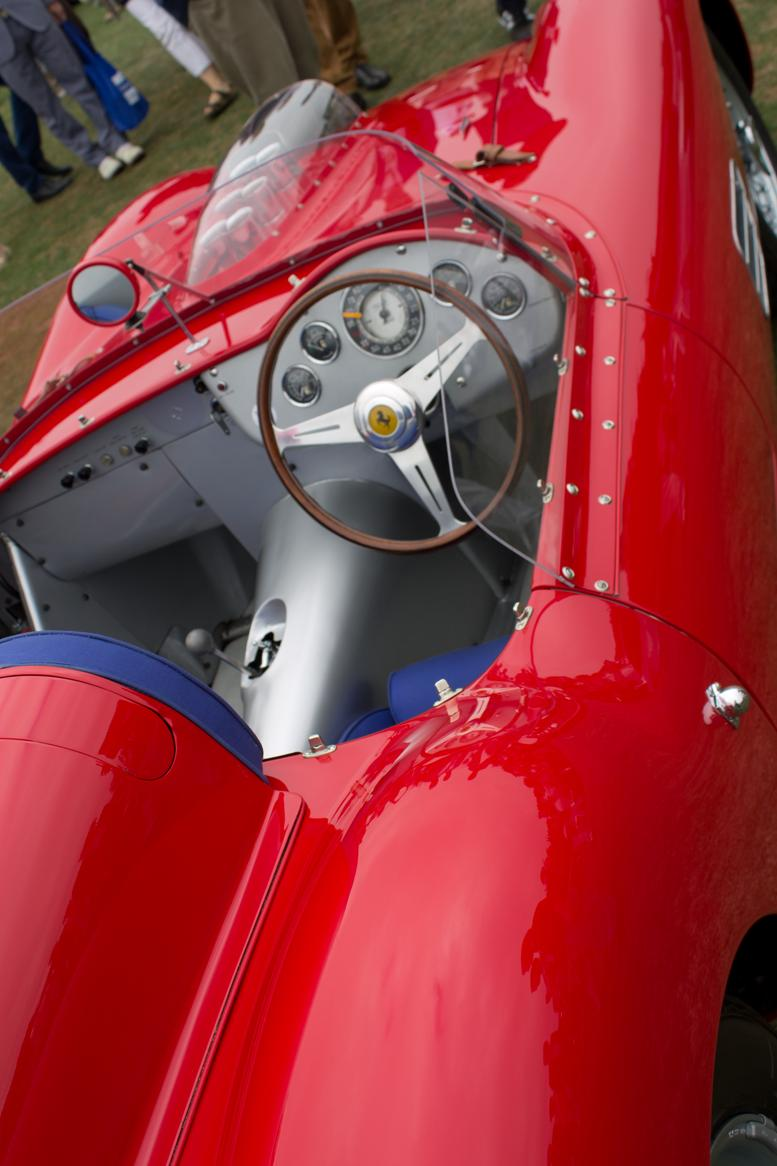
Chassis-Nr. s/n 0778
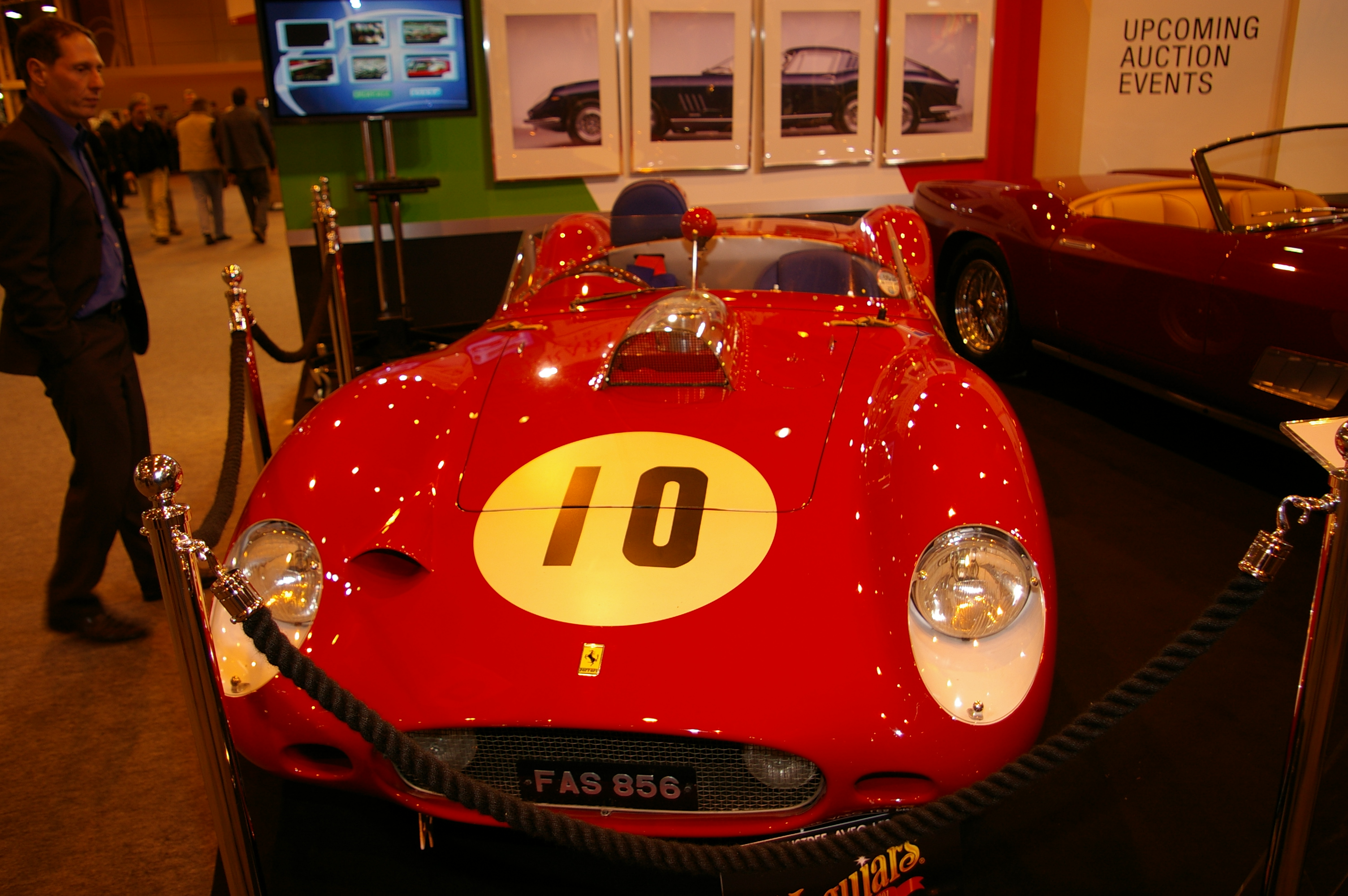
Chassis-Nr. s/n 0778 bei der Rétromobile 2008

## Technik
Die beiden Fahrzeuge unterschieden sich in mehreren technischen Punkten. Grundsätzlich war ein Dino-V6-Motor der zweiten Generation vorhergesehen. Es ist allerdings nicht ausgeschlossen, dass ein Motor der ersten Generation (wie im D196 S) gelegentlich ebenfalls zum Einsatz kam. Außerdem gibt es Hinweise auf einen Motor mit der Bezeichnung „276 S“ mit einer auf 90 mm erweiterten Bohrung.

### Motor
Der Motor war ein vorn längs eingebauter 60°-V6-Motor mit zwei obenliegenden Nockenwellen (OHC), die zwei Ventile pro Zylinder steuerten, drei Weber-Vergasern vom Typ 42 DCN und 2 Zündkerzen pro Zylinder. Bohrung und Hub betrugen 86,4 mm und 71 mm, woraus sich ein Gesamthubraum von 2498 cm³ ergab. Das Kompressionsverhältnis betrug 9,9 : 1. Der Zylinderkopf und der Zylinderblock bestanden aus einer Aluminiumlegierung. Die Kraft wurde über eine Mehrscheibenkupplung, ein 5-Gang-Getriebe mit Rückwärtsgang und eine Kardanwelle an die Hinterräder übertragen. Einen Kompressor zur Leistungssteigerung hatte der 246 S nicht.

### Rahmen, Karosserie und Fahrwerk
Das Chassis war ein Stahlrohrrahmen. Die Karosserien wurden von Fantuzzi entworfen und gebaut, zuerst beide in dem Stil, der bei den anderen Dino-Autos (wie zum Beispiel beim 196 S) zu sehen war. Nach dem Brand in der Box am Nürburgring wurde das Chassis mit der Nr. s/n 0784 neu aufgebaut; es erhielt eine geänderte Heckpartie, die als „High Tail“-Spider bekannt wurde. Die Vorderräder waren einzeln an je zwei verschieden langen Querlenkern mit Schraubenfedern auf Teleskopstoßdämpfern und Querstabilisator aufgehängt. Die Hinterachse des Chassis s/n 0778 war eine starre De-Dion-Achse mit Längslenkern, Schraubenfedern und Teleskopstoßdämpfern, der s/n 0784 hatte hinten an Doppelquerlenkern einzeln aufgehängte Räder. Der Radstand betrug 2160 mm. Das Auto wog trocken 640 kg. Die Dino 246 S hatten vorn und hinten hydraulisch betätigte Scheibenbremsen.